# ويليام كلارك (لاعب كرة قدم)
ويليام كلارك (بالإنجليزية: William Clarke)‏ (1 يناير 1801 - ) هو لاعب كرة قدم بريطاني في مركز مهاجم داخلي. لعب مع لينكولن سيتي أف سي.